# Verrières (Puy-de-Dôme)
Verrières is een gemeente in het Franse departement Puy-de-Dôme (regio Auvergne-Rhône-Alpes) en telt 70 inwoners (2009). De plaats maakt deel uit van het arrondissement Issoire.

## Geografie
De oppervlakte van Verrières bedraagt 3,4 km², de bevolkingsdichtheid is dus 20,6 inwoners per km².
De onderstaande kaart toont de ligging van Verrières (Puy-de-Dôme) met de belangrijkste infrastructuur en aangrenzende gemeenten.

## Demografie
Onderstaande figuur toont het verloop van het inwonertal (bron: INSEE-tellingen).